# Nikola Jokić
Nikola Jokić (szerb cirill: Никола Јокић; Zombor, 1995. február 19. –) szerb kosárlabdázó, jelenleg a Denver Nuggets játékosa a National Basketball Association-ben (NBA). Hatszoros All Star és ötször választották az All-NBA csapatok egyikébe. Háromszoros NBA MVP, 2021-ben, 2022-ben és 2024-ben választották a liga legjobbjának. Ezek mellett szerepelt a szerb nemzeti válogatottban is. Minden idők egyik legjobb centereként tartják számon.
A játékost a Denver Nuggets draftolta 2014-ben, a második kör 41. helyén, amellyel a legkésőbb választott MVP az NBA történetében. 2016-ban beválasztották a liga első újonc csapatába. A 2018–19-es szezonban szerezte első All Star szereplését és All-NBA választását és a nyugati főcsoport döntőjébe vezette a csapatát. Szerepel a minden idők tíz legtöbb tripladupláját szerző játékosa listán, az európai játékosok között első. Ezek mellett ő szerezte a leggyorsabb tripladuplát (14 perc, 33 másodperc). A 2016-os olimpián ezüstérmes lett. Minden idők legjobban passzoló centerének tartják.

## Fiatalkora
Jokić a szerbiai Zombor városában született, az ország északi részén. Egy szűkös, két hálószobás lakásban nőtt fel, ahol vele együtt élt két testvére, szülei és nagymamája. Az általános iskolát a Dositej Obradović nevű intézményben végezte. Édesapja mezőgazdasági mérnök volt. Jokić már fiatalon megszerette a kosárlabdát, amikor két idősebb testvérével, Strahinjával és Nemanjával játszott, akik egy évtizeddel idősebbek nála. Mindkét testvére kosárlabdázott Szerbiában, Nemanja később pedig az amerikai Detroit Mercy és C.W. Post egyetemeken, valamint a Premier Basketball League-ben a Scranton/Wilkes-Barre Steamers csapatában is játszott. A testvérek barátságot ápolnak a korábbi NBA-játékossal, Darko Miličić-csel. Jokić gyerekként a fogathajtást is nagyon szerette, amatőrként versenyzett is, és ez a szenvedélye napjainkig megmaradt.

## Profi pályafutása

### 2012–2015: Mega Basket

#### Első évek
Jokić utánpótlás éveit a Vojvodina Srbijagas csapatában töltötte, és figyelmet keltett, amikor két egymást követő mérkőzésen is 50 feletti összesített mutatót (VAL) ért el. 2012 decemberében szerződést kötött a Mega Vizurával, bár az első szezonjában (2012–13) főként a junior csapatban játszott. 17 évesen Jokić öt mérkőzésen lépett pályára a szerb ligában, ahol átlagosan 1,8 pontot és 2,0 lepattanót szerzett 10,2 perc játékidő alatt. 2013 februárjában hivatalosan is aláírt egy négyéves szerződést a csapattal.
A 2013–14-es szezonban több játékidőt kapott a felnőtt csapatban. Az Adria Ligában (mai nevén ABA Liga) 25 mérkőzésén átlagosan 11,4 pontot, 6,4 lepattanót és 2,5 gólpasszt jegyzett. Emellett 13 mérkőzésen játszott a szerb ligában, ahol hasonló teljesítményt nyújtott: 10,9 pontot, 6,0 lepattanót és 3,3 gólpasszt átlagolt mérkőzésenként.[forrás?]

#### 2014–2015-ös szezon: az Adria Liga MVP-je és lepattanókirálya
2014. június 26-án Jokić-ot a Denver Nuggets választotta ki a 2014-es NBA-draft 41. helyén. Az Adria Liga első mérkőzésén 27 pontot szerzett és 15 lepattanót gyűjtött, összesített mutatója pedig 44 lett, amivel csapata 103–98-ra legyőzte az MZT Szkopjét. November 3-án 17 pontot, 12 lepattanót és szezoncsúcsnak számító 8 gólpasszt jegyzett a Zára elleni 90–84-es győzelem során, összesített mutatója ekkor 40 lett. 2015. február 7-én 27 pontot és 15 lepattanót szerzett a Szolnoki Olajtól elszenvedett 88–77-es vereség során. Március 21-én szezoncsúcsot jelentő 28 pontot szerzett, valamint 15 lepattanót, ezzel segítve csapatát a 100–96-os győzelemhez az Igokea ellen. Bár a Mega Leks a 10. helyen végzett az Adria Ligában, Jokić az egyik legértékesebb játékossá vált a ligában.[forrás?]
2015. június 8-án Jokić 23 pontot szerzett a Crvena Zvezda elleni vereség alkalmával a szerb liga rájátszásának elődöntőjében. A bajnokságban átlagosan 18,4 pontot, 10,4 lepattanót és 2,7 gólpasszt jegyzett mérkőzésenként. A 2014–2015-ös Adria Liga szezonban Jokić átlagosan 15,4 pontot, ligavezető 9,3 lepattanót és 3,5 gólpasszt ért el mérkőzésenként, valamint 22-es indexmutatójával is vezette a ligát. A szezon során négyszer választották meg a forduló legértékesebb játékosának (első, hatodik, huszonegyedik és huszonhatodik), emellett február hónap MVP-je is lett. 2015. március 26-án hivatalosan is az Adria Liga alapszakaszának MVP-jévé választották. A 2014–15-ös szezonban az Adria Liga legjobb fiatal játékosának járó díjat is megkapta. Június 9-én távozott a csapattól, hogy NBA-karrierjére koncentráljon.

### Denver Nuggets (2015–napjainkig)

#### 2015–2016-os szezon: All-Rookie elismerések
2015 nyarán Jokić csatlakozott a Denver Nuggets csapatához, egy évvel azután, hogy draftolták. 2015. július 28-án aláírta szerződését a Nuggetsszel, miután öt nyári liga mérkőzésen átlagosan 8,0 pontot és 6,2 lepattanót ért el a csapatban. November 18-án szezonja legjobb meccsét játszotta, amikor 23 pontot és 12 lepattanót szerzett a San Antonio Spurs elleni 109–98-as vereség során. 2016. január 10-én karrierje addigi legjobb, kilenc gólpasszát adta a Charlotte Hornets elleni 95–92-es győzelem alkalmával. Február 1-jén karriercsúcsot jelentő 27 pontot és 14 lepattanót ért el a Toronto Raptors elleni 112–93-as győzelem során. Április 8-án új karriercsúcsot állított fel 15 lepattanóval a San Antonio Spurs elleni 102–98-as győzelem alkalmával. A szezon végén harmadik helyen végzett a 2016-os NBA év újonca díj szavazásán, és bekerült az első újonc csapatba is.

#### 2016–2017-es szezon: előlépés másodévesként
A szezon első nyolc mérkőzésén kezdőként játszott, majd november 12-én a kispadra került. A következő 14 mérkőzésen csereként lépett pályára, amit követően visszakerült a kezdőcsapatba, és a Nuggets a Portland Trail Blazers ellen 132 pontot dobott, Jokić a támadójáték központi szereplőjeként játszott. A szurkolók ezt követően december 15-ét Jokmasként kezdték ünnepelni, mivel a csapat úgy döntött, hogy Jokićra építenek Jusuf Nurkić vagy az első körös választottjuk, Emmanuel Mudiay helyett.
Február 3-án megszerezte pályafutása első tripla dupláját 20 ponttal, 13 lepattanóval és 11 gólpasszal a Milwaukee Bucks elleni 121–117-es győzelem alkalmával. Pontosan egy héttel később karriercsúcsot jelentő 40 pontot szerzett, amellyel a Nuggets 131–123-as győzelmet aratott a New York Knicks ellen. Jokić ekkor 23 kísérletből 17-et értékesített, és 9 lepattanóval és 5 gólpasszal is hozzájárult a sikerhez. Február 13-án karriercsúcsot állított fel 12 gólpasszal és 21 lepattanóval, valamint 17 ponttal, megszerezve második tripla-dupláját a Golden State Warriors elleni 132–110-es győzelem során.
2017. február 28-án megszerezte harmadik tripla dupláját 19 ponttal, 16 lepattanóval és 10 gólpasszal a Chicago Bulls elleni 125–107-es győzelem alkalmával. Másnap ismét tripla duplát ért el – a szezonban már negyediket –, ezúttal 13 ponttal, 14 lepattanóval és 10 gólpasszal a Milwaukee Bucks ellen 110–98-ra megnyert mérkőzésen. Március 16-án megszerezte ötödik tripla-dupláját 17 ponttal, 14 lepattanóval és 11 gólpasszal a Los Angeles Clippers elleni 129–114-es győzelem során. Március 31-én a hatodikat is érte el 26 ponttal, 13 lepattanóval és 10 gólpasszal a Charlotte Hornets elleni 122–114-es vereség alkalmával.
Jokić végül hat tripla duplával zárta a szezont, amely a negyedik helyre volt elég az idényben, Russell Westbrook (42), James Harden (22) és LeBron James (13) mögött. A szezon végén második helyen végzett a 2017-es NBA Legtöbbet fejlődött játékosa díj szavazásán, valamint a 2017-es év gólpassza elismerés szavazásán.

#### 2017–2018-as szezon: a franchise arca
2017. november 7-én karriercsúcsot jelentő 41 pontot szerzett a Brooklyn Nets elleni 112–104-es győzelem során. Hat nappal később a nyugati főcsoport hét játékosának választották a november 6. és november 12. között játszott mérkőzéseken nyújtott teljesítményéért. Jokić a Nuggets történetének 17. játékosa lett, aki elnyerte ezt az elismerést, és az első Ty Lawson óta, aki 2013 márciusában kapta meg a díjat. 2017 december elején Jokić hét mérkőzést kihagyott egy balboka-sérülés miatt.
2018. január 8-án megszerezte első tripla dupláját a szezonban, 22 ponttal, 12 lepattanóval és 11 gólpasszal a Golden State Warriors elleni 124–114-es vereség során. 2018. február 15-én, a Milwaukee Bucks elleni 134–123-as győzelem során 30 pontot, 15 lepattanót és karriercsúcsot jelentő 17 gólpasszt ért el, és 1 perc 54 másodperccel a második negyed vége előtt már elérte a tripla duplát. Ezzel NBA-történeti rekordot állított fel a leggyorsabb tripla-duplával, 14 perc és 33 másodperc alatt, megdöntve Jim Tucker 1955-ös, 17 perces rekordját. Nyolc nappal később megszerezte harmadik egymást követő tripla dupláját, 28 ponttal, 11 lepattanóval és 11 gólpasszal a San Antonio Spurs elleni 122–119-es győzelem során.
2018. március 15-én Jokić nyolcadik tripla dupláját érte el a szezonban, 23 ponttal, 12 lepattanóval és 10 gólpasszal a Detroit Pistons elleni 120–113-as győzelem során, ezzel megdöntve a Nuggets játékosainak szezononkénti tripla dupla rekordját, amelyet Fat Lever tartott kilenc tripla duplával az 1988–89-es szezonban. Április 1-jén Jokić 35 pontot és 13 lepattanót szerzett a Milwaukee Bucks elleni 128–125-ös hosszabbításos győzelem során.
Nyolc nappal később a nyugati főcsoport hét játékosának választották az április 2. és április 8. között játszott mérkőzéseken nyújtott teljesítményéért, ezzel megszerezve második ilyen elismerését a szezonban. Ugyanezen a napon Jokić 15 pontot, szezoncsúcsot jelentő 20 lepattanót és 11 gólpasszt ért el a Portland Trail Blazers elleni 88–82-es győzelem során, megszerezve pályafutása 16. és szezonbeli 10. tripla-dupláját.
Az alapszakasz utolsó mérkőzésén, április 11-én Jokić 35 pontot és 10 lepattanót szerzett a Minnesota Timberwolves elleni 112–106-os hosszabbításos vereség során. Ez volt a szezonban a hetedik mérkőzése, ahol 30 pontot ért el. A vereséggel a Nuggets 46–36-os mérleggel maradt le a rájátszásról. Ez volt 21 év után az első „play-in”-mérkőzés az NBA-alapszakasz utolsó napján, ahol mindkét csapat a rájátszásba jutásért küzdött.

#### 2018–2019-es szezon: első All-Star és All-NBA szereplés
2018. július 9-én öt évre szóló, 148 millió dolláros maximum szerződéshosszabbítást írt alá a Denver Nuggets csapatával. Október 20-án, a szezon második mérkőzésén Jokić 35 pontot, 12 lepattanót és 11 gólpasszt jegyzett a Phoenix Suns elleni 119–91-es győzelem során. Ezzel Wilt Chamberlain mellett az NBA történetének egyetlen olyan játékosa lett, aki legalább 30 pontos tripla duplát szerzett anélkül, hogy mezőnydobást hibázott volna – Chamberlain kétszer érte el ezt a bravúrt, 1966-ban és 1967-ben.
Jokić továbbá a Nuggets történetének második játékosa lett, aki tripla-duplát ért el a szezon első két mérkőzésén, csatlakozva Fat Leverhez. A szezon első hetében nyújtott teljesítményéért Jokić elnyerte a nyugati főcsoport hét játékosa díjat, és a franchise történetében hatodik játékosként kapta meg ezt az elismerést legalább háromszor, olyan nevekhez csatlakozva, mint Alex English, Dikembe Mutombo, Carmelo Anthony, Allen Iverson és Chauncey Billups.
November 3-án Jokić szezoncsúcsot jelentő 16 gólpasszt adott, mellé 10 lepattanót szedett le, és 7 pontot szerzett a Utah Jazz elleni 103–88-as győzelem során. Hat nappal később szezoncsúcsot jelentő 37 pontot dobott, valamint karriercsúcsát beállítva 21 lepattanót szerzett a Brooklyn Nets elleni 112–110-es vereség során. A 2018-as évben nyújtott teljesítményéért Jokićot a Szerb kosárlabda-szövetség az év szerb játékosának választotta.
Második hét játékosa elismerését a december 31. és január 6. között játszott mérkőzéseken nyújtott teljesítményéért kapta meg. Január 8-án Jokić negyedik tripla dupláját érte el a szezonban, 29 ponttal, 11 lepattanóval és 10 gólpasszal a Miami Heat elleni 103–99-es győzelem során. Ez volt NBA-karrierje 20. tripla duplája. Mindössze 23 évesen Jokić az NBA történetének harmadik legfiatalabb játékosa lett, aki elérte a húsz tripla duplát; Oscar Robertson és Magic Johnson 22 évesen érték el ezt a mérföldkövet.
Jokić a szezonban hatodik tripla dupláját szerezte, 19 ponttal, 12 gólpasszal és 11 lepattanóval a Cleveland Cavaliers elleni 124–102-es győzelem során. Ezzel karrierje huszonkettedik tripla dupláját érte el, és megelőzte Kareem Abdul-Jabbart, így második helyre lépett az NBA történetében a 7 lábnál (213 cm) magasabb játékosok tripla dupla ranglistáján.
Január 31-én Jokićot a nyugati főcsoport egyik tartalék játékosaként beválasztották az NBA All Star csapatába, így ő lett a Nuggets első All-Star játékosa Carmelo Anthony 2011-es szereplése óta.
Február 13-án 12. tripla dupláját érte el a szezonban, 20 ponttal, 18 lepattanóval és 11 gólpasszal, miközben 0,3 másodperccel a vége előtt győztes kosarat szerzett, amivel a Nuggets 120–118-ra győzött a Sacramento Kings ellen. A szezon során elért 12 tripla duplájával Jokić a második helyen végzett, csak Russell Westbrook előzte meg (34).
A Denver Nuggets San Antonio Spurs elleni első fordulós rájátszásának első mérkőzésén Nikola Jokić az NBA történetének negyedik játékosa lett, aki tripla duplát ért el rájátszás-debütálásán, és az első LeBron James óta, aki ezt 2006-ban érte el. Jokić 10 pontot, 14 lepattanót és 14 gólpasszt jegyzett a 101–96-os vereség során. A sorozat hatodik mérkőzésén Jokić 43 pontot dobott, ebből 27-et a második félidőben, a Nuggets 120–103-as veresége során. Emellett 12 lepattanót és 9 gólpasszt is feljegyzett. Ez a 43 pont franchise-rekordot jelentett a rájátszásban szerzett legtöbb pont kategóriában. A hetedik mérkőzésen Jokić 21 ponttal, 15 lepattanóval és 10 gólpasszal segítette győzelemhez a Nuggetset, amivel 90–86-ra megnyerték a mérkőzést és a párharcot is.
A második kör első mérkőzésén a Portland Trail Blazers ellen Jokić 37 pontot szerzett, és ezzel ő lett az első Nuggets-játékos, aki 35+ pontot dobott főcsoport-elődöntőben Carmelo Anthony óta, aki 41 pontot szerzett 2009 májusában. A harmadik mérkőzésen Jokić 33 pontot, 18 lepattanót és 14 gólpasszt ért el a 140–137-es négyszeres hosszabbításban elvesztett találkozón. Ezen a meccsen 65 percet játszott, ami a legtöbb játékidő volt az NBA rájátszásában 1953 óta, amikor szintén négyszeres hosszabbításra került sor. Az ötödik meccsen 25 pontot és 19 lepattanót szerzett a Nuggets 124–98-as győzelmével, ezzel beállítva a franchise történetének lepattanórekordját a rájátszásban. A Nuggets azonban a hetedik mérkőzésen 100–96-ra alulmaradt a Portland ellen, annak ellenére, hogy Jokić 29 pontot, 13 lepattanót és 4 blokkot jegyzett.
A tizennégy rájátszás-mérkőzés során Jokić átlagosan 25,1 pontot, 13,0 lepattanót és 8,4 gólpasszt ért el 39,7 perc játékkal, miközben 50,6%-kal dobott mezőnyből, 39,3%-kal a hárompontos vonal mögül és 84,6%-kal a büntetőket. A szezon végén először beválasztották az első All-NBA csapatba, ami jelentős személyes elismerés volt számára.

#### 2019–2020-as szezon: nyugati főcsoport és az NBA-buborék
2020. január 6-án Jokić karriercsúcsot jelentő 47 pontot dobott az Atlanta Hawks ellen, és csapata 123–115-re nyert idegenben. Február 4-én 30 pontot, 21 lepattanót és 10 gólpasszt ért el a Utah Jazz ellen, egy 98–95-ös győzelem során. Ez volt az első 30/20/10-es teljesítmény az NBA-ben négy év elteltével, és mindössze a harmadik Kareem Abdul-Jabbar 1976-os bravúrja óta.
2020. január 30-án Jokićot zsinórban másodszor választották be az All Star csapatba, ezzel ő lett az első Nuggets-játékos Carmelo Anthony 2011-es szereplése óta, aki egymás utáni szezonokban is elnyerte ezt az elismerést.
A Utah Jazz elleni első fordulós rájátszás-sorozat hetedik mérkőzésén Nikola Jokić 27 másodperccel a mérkőzés vége előtt egy horogdobással 80–78-ra módosította az állást, ezzel győzelemhez juttatva a Nuggetset. A mérkőzést 30 ponttal, 14 lepattanóval és 4 gólpasszal zárta.
Szeptember 13-án Jokić 34 pontot, 14 lepattanót és 7 gólpasszt jegyzett, amivel a Nuggets 111–98-ra győzött a hatodik mérkőzésen, miután a második félidőben 19 pontos hátrányból álltak fel. Két nappal később, a Los Angeles Clippers elleni hetedik mérkőzésen tripla duplát ért el 16 ponttal, 22 lepattanóval és 13 gólpasszal, amivel a Nuggets 104–89-re győzött. Jokić Tim Duncanhez és Kevin Garnetthez csatlakozott, mint az egyetlen játékosok az NBA történetében, akik a rájátszásban 20 lepattanós tripla duplát értek el. Ezzel a győzelemmel a Nuggets lett az NBA történetének első csapata, amely egyetlen rájátszás során kétszer is felállt 3–1-es hátrányból.
A nyugati főcsoportdöntőben azonban a Nuggets öt mérkőzésen alulmaradt a későbbi bajnok Los Angeles Lakersszel szemben. Jokić a sorozat egyetlen Denver-győzelmében, a harmadik mérkőzésen 22 pontot, 10 lepattanót és 5 gólpasszt szerzett.

## Statisztika
A Basketball Reference adatai alapján.

### NBA

#### Alapszakasz
| Év         | Csapat         | JM  | KM  | JP/M | MG%  | 3P%  | BD%  | LP/M | GP/M | L/M | B/M | P/M  |
| ---------- | -------------- | --- | --- | ---- | ---- | ---- | ---- | ---- | ---- | --- | --- | ---- |
| 2015–2016  | Denver Nuggets | 80  | 55  | 21,7 | .512 | .333 | .811 | 7,0  | 2,4  | 1,0 | 0,6 | 10,0 |
| 2016–2017  | Denver Nuggets | 73  | 59  | 27,9 | .577 | .324 | .825 | 9,8  | 4,9  | 0,8 | 0,8 | 16,7 |
| 2017–2018  | Denver Nuggets | 75  | 73  | 32,6 | .500 | .396 | .850 | 10,7 | 6,1  | 1,2 | 0,8 | 18,5 |
| 2018–2019  | Denver Nuggets | 80  | 80  | 31,3 | .511 | .307 | .821 | 10,8 | 7,3  | 1,4 | 0,7 | 20,1 |
| 2019–2020  | Denver Nuggets | 73  | 73* | 32,0 | .528 | .314 | .817 | 9,7  | 7,0  | 1,2 | 0,6 | 19,9 |
| 2020–2021  | Denver Nuggets | 72* | 72* | 34,6 | .566 | .388 | .868 | 10,8 | 8,3  | 1,3 | 0,7 | 26,4 |
| 2021–2022  | Denver Nuggets | 74  | 74  | 33,5 | .583 | .337 | .810 | 13,8 | 7,9  | 1,5 | 0,9 | 27,1 |
| 2022-2023† | Denver Nuggets | 69  | 69  | 33,7 | .632 | .383 | .822 | 11,8 | 9,8  | 1,3 | 0,7 | 24,5 |
| 2023–2024  | Denver Nuggets | 79  | 79  | 34,6 | .583 | .359 | .817 | 12,4 | 9,0  | 1,4 | 0,9 | 26,4 |
| 2024–2025  | Denver Nuggets | 70  | 70  | 36,7 | .576 | .417 | .800 | 12,7 | 10,2 | 1,8 | 0,6 | 29,6 |
| Karrier    | Karrier        | 745 | 704 | 31,7 | .560 | .360 | .824 | 10,9 | 7,2  | 1,3 | 0,7 | 21,8 |
| All Star   | All Star       | 7   | 5   | 17,9 | .667 | .400 | .000 | 5,9  | 4,9  | 0,9 | 0,1 | 6,9  |

#### Rájátszás
| Év      | Csapat         | JM | KM | JP/M | MG%  | 3P%  | BD%  | LP/M | GP/M | L/M | B/M | P/M  |
| ------- | -------------- | -- | -- | ---- | ---- | ---- | ---- | ---- | ---- | --- | --- | ---- |
| 2019    | Denver Nuggets | 14 | 14 | 39,8 | .506 | .393 | .846 | 13,0 | 8,4  | 1,1 | 0,9 | 25,1 |
| 2020    | Denver Nuggets | 19 | 19 | 36,5 | .519 | .429 | .835 | 9,8  | 5,7  | 1,1 | 0,8 | 24,4 |
| 2021    | Denver Nuggets | 10 | 10 | 34,5 | .509 | .377 | .836 | 11,6 | 5,0  | 0,6 | 0,9 | 29,8 |
| 2022    | Denver Nuggets | 5  | 5  | 34,2 | .575 | .278 | .848 | 13,2 | 5,8  | 1,6 | 1,0 | 31,0 |
| 2023†   | Denver Nuggets | 20 | 20 | 39,4 | .548 | .461 | .799 | 13,5 | 9,5  | 1,1 | 1,0 | 30,0 |
| 2024    | Denver Nuggets | 12 | 12 | 40,2 | .545 | .264 | .901 | 13,4 | 8,7  | 1,4 | 0,7 | 28,7 |
| 2025    | Denver Nuggets | 14 | 14 | 40,2 | .489 | .380 | .772 | 12,7 | 8,0  | 2,0 | 0,9 | 26,2 |
| Karrier | Karrier        | 94 | 94 | 38,3 | .525 | .388 | .826 | 12,3 | 7,6  | 1,2 | 0,9 | 27,4 |

### ABA Liga
| Év        | Csapat      | JM | JP/M | MG%  | 3P%  | BD%  | LP/M | GP/M | L/M | B/M | P/M  |
| --------- | ----------- | -- | ---- | ---- | ---- | ---- | ---- | ---- | --- | --- | ---- |
| 2013-2014 | Mega Basket | 26 | 25,0 | .636 | .221 | .667 | 6,4  | 2,0  | 0,8 | 1,0 | 11,4 |
| 2014-2015 | Mega Basket | 24 | 30,5 | .593 | .346 | .667 | 9,3  | 3,5  | 1,5 | 0,9 | 15,4 |

## Díjak
- NBA-bajnok: 2023
- 3× NBA Most Valuable Player: 2021, 2022, 2024
- 7× NBA All Star: 2019–2025
- 6× All-NBA csapat
  - 4× All-NBA Első csapat: 2019, 2021, 2022, 2024
  - 2× All-NBA Második csapat: 2020, 2023
- NBA Első újonc csapat: 2016
- 3× Az év szerb játékosa: 2018, 2021, 2022
- ABA League MVP: 2015
- ABA League Top Prospect: 2015
- Olimpia:
  - Ezüstérem: 2016
  - Bronzérem: 2024
- U19 világbajnoki ezüst érmes: 2013

## Magánélet
Jokić 2020. október 24-én házasodott össze Natalija Mačešiccsel Zomborban. Nikola és Natalija két közös gyermeket nevelnek: egy lányukat, Ognjenát, aki 2021 szeptemberében született, valamint egy fiukat, Ignjatot, aki 2024 novemberében jött a világra. Első éveiben Denverben egy lakásban lakott barátnőjével és két testvérével (Nemanja és Strahinja). A lóversenyzés rajongója, négy lova van.[forrás?]